# شلي سبانورت
شلي سبانورت (بالإنجليزية: Chli Spannort)‏ هو أحد جبال سلسلة جبال الألب أوري وجزء من القمة الأم غروس سبانورت يقع في كانتون أوري، سويسرا. يبلغ ارتفاع الجبل حوالي 3140 متر، بينما يبلغ ارتفاع نتوء الجبل 230 متر.